# فینال جام حذفی فوتبال ایران ۱۴۰۲
فینال جام حذفی فوتبال ایران ۱۴۰۲ سی و ششمین فصل از رقابت‌های جام حذفی ایران است. این مسابقه در ۱۰ خرداد ۱۴۰۲ بین استقلال و پرسپولیس در ورزشگاه آزادی تهران برگزار شد. در این مسابقه باشگاه فوتبال پرسپولیس تهران با نتیجه دو بر یک به پیروزی رسید و برای هفتمین بار فاتح جام حذفی فوتبال ایران شد.

## تیم‌ها
| تیم      | حضورهای قبلی در فینال                                                                                                 |
| -------- | --- |
| استقلال  | ۱۳ (۵۷–۱۳۵۶، ۱۳۶۹، ۷۵–۱۳۷۴، ۷۸–۱۳۷۷، ۷۹–۱۳۷۸، ۸۱–۱۳۸۰، ۸۳–۱۳۸۲، ۸۷–۱۳۸۶، ۹۱–۱۳۹۰، ۹۵–۱۳۹۴، ۹۷–۱۳۹۶، ۹۹–۱۳۹۸، ۰۰–۱۳۹۹) |
| پرسپولیس | ۸ (۱۳۶۶، ۱۳۷۰−۷۱، ۱۳۷۷−۷۸، ۱۳۸۸−۸۹، ۱۳۸۹−۹۰، ۱۳۹۱−۹۲، ۸۵–۱۳۸۴، ۱۳۹۷−۹۸)                                               |

## جزئیات
| داور: اشکان خورشیدی کمک داور: علیرضا ایلدروم حسن ظهیری کمک داوران اضافه (پشت دروازه): محمدحسین زاهدی‌فرد سید علی‌اصغر مؤمنی کمک داور اضافی: محمد راهی داور چهارم: محمدحسین ترابیان |

## قهرمان
| قهرمان جام حذفی فوتبال ایران ۱۴۰۲–۱۴۰۱ |
| -------------------------------------- |
| پرسپولیس                               |
| هفتمین قهرمانی                         |